# Geboorteverlof (Nederland)

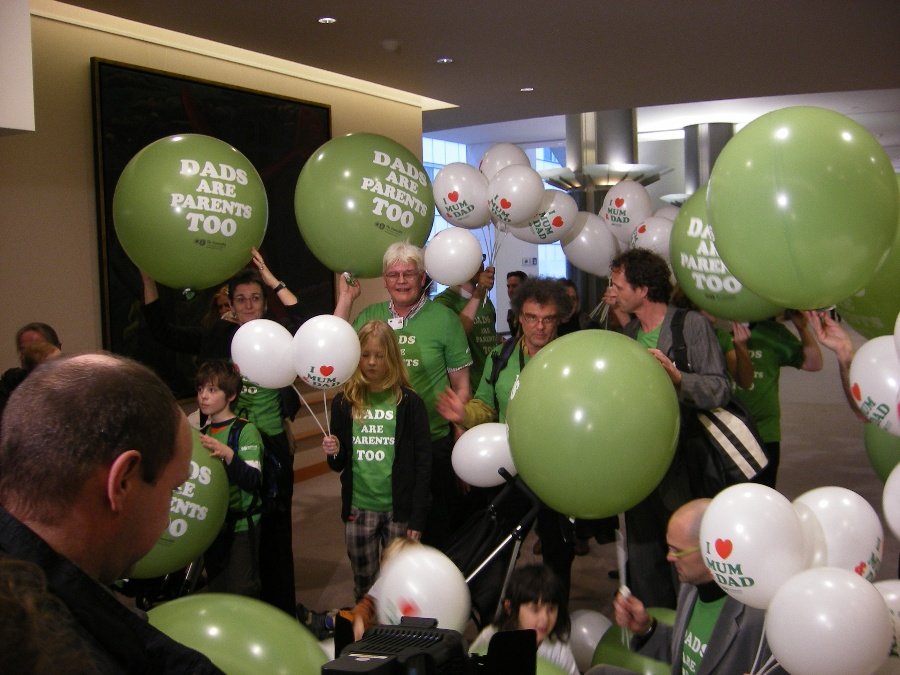
Actie voor vaderschapsverlof in het Europese Parlement op 23 februari 2010

Geboorteverlof (ook wel partnerverlof, vaderschapsverlof of kraamverlof) is het recht op verlof vlak na de bevalling van de partner. Nederlandse werknemers hebben op grond van de Wet arbeid en zorg recht op vijf dagen geboorteverlof. De werkgever moet gedurende die vijf dagen het salaris doorbetalen. Het geboorteverlof moet opgenomen worden binnen vier weken na de bevalling. Naast het recht op geboorteverlof bestaat in Nederland recht op calamiteitenverlof en ander kort verzuimverlof voor de bevalling zelf en de aangifte van de geboorte. 
Per 1 juli 2020 kunnen partners bovendien tot 5 weken aanvullend geboorteverlof opnemen. Zij krijgen dan een uitkering ter hoogte van 70% van hun dagloon tot maximaal 70% van het maximumdagloon. Het UWV betaalt deze weken verlof. De werknemer moet deze verlofweken opnemen binnen 6 maanden na de geboorte van het kind. Voorwaarde is wel dat een werknemer eerst het geboorteverlof van eenmaal het aantal werkuren per week opneemt.

## Uitbreiding geboorteverlof
Op 1 december 2001 trad de wet arbeid en zorg (WAZO) in werking. Hierin waren twee betaalde geboorteverlofdagen voorzien. Voordat deze wet tot stand kwam waren er wel regelingen opgenomen in verschillende CAO's. Op 17 juni 2007 (Vaderdag) diende Tweede Kamerlid Ineke van Gent (GroenLinks) een initiatiefwetsvoorstel in om het kraamverlof te verruimen van twee dagen naar twee weken. Volgens GroenLinks is de periode van twee dagen te kort voor de vader om zich aan het kind te hechten. In een wijziging van het wetsvoorstel is dit, onder de noemer "babyverlof", aangepast naar één week. Op 18 februari 2010 bleek in de Tweede Kamer geen meerderheid te zijn voor het wetsvoorstel, vooral vanwege de kosten die met het extra verlof gepaard zouden gaan.
Op 23 februari 2010 stemde de commissie vrouwenrechten en gendergelijkheid van het Europese Parlement in met een richtlijn die 14 dagen vaderschapsverlof verplicht stelt. Op 21 oktober 2010 stemde ook het Europees Parlement in met de richtlijn. In december van datzelfde jaar wees de Raad van Ministers (waaronder Henk Kamp namens het Nederlandse kabinet-Rutte I) het voorstel echter af. In augustus 2015 maakte de commissie bij monde van Frans Timmermans bekend het oorspronkelijke voorstel dat de goedkeuring had van het Europees Parlement terug te trekken en te werken aan een nieuw voorstel.
De Wet van 14 november 2018 tot wijziging van de Wet arbeid en zorg en enige andere wetten in verband met het geboorteverlof en het aanvullend geboorteverlof teneinde bij te dragen aan de ontwikkeling van de band tussen de partner van de moeder en het kind en tevens de positie van vrouwen op de arbeidsmarkt te vergroten alsmede uitbreiding van het adoptie- en pleegzorgverlof (Wet invoering extra geboorteverlof) (WIEG) heeft het geboorteverlof per 1 januari 2019 uitgebreid van twee dagen naar vijf dagen. Ook is bepaald dat werknemers per 1 juli 2020 recht hebben op aanvullend geboorteverlof voor de duur van vijfmaal de wekelijkse arbeidsduur. Tijdens het aanvullend geboorteverlof ontvangt de werknemer een uitkering van het UWV van 70% van zijn dagloon (tot 70% van het maximumdagloon).
Het Europees Parlement heeft op 4 april 2019 definitief ingestemd met EU-wetgeving waarin de partner recht heeft op minimaal tien dagen kraamverlof na de bevalling van zijn of haar vrouw. Werkgevers moeten over die periode minstens het loon betalen dat wordt uitgekeerd bij ziekte. Uiterlijk in april 2022 moet deze nieuwe richtlijn zijn ingevoerd door de Europese landen. Nederland voldoet met het bovengenoemde al aan deze richtlijn.